# マルク・ルッテ
- マルク・リュテ[1]

マルク・ルッテ（オランダ語：Mark Rutte、1967年2月14日 - ）は、オランダの政治家。自由民主国民党 （VVD）所属。現在、北大西洋条約機構事務総長（第14代）。同国首相（第50代）、社会問題・雇用政務次官、教育・文化・科学政務次官を歴任した。2006年5月31日には党首に選出され、第二院の会派代表となるべく教育・文化・科学政務次官を辞任し、2023年まで党首を務めた。

## 概説
2006年の総選挙で自由民主国民党の比例名簿筆頭候補者（lijsttrekker） となった。2010年の総選挙でも比例名簿筆頭候補者となり、この選挙では自由民主国民党が第1党となった。2010年10月8日、ルッテは組閣担当者 (Formateur)、すなわち次期首相に指名された。キリスト教民主主義系政党や労働党以外の政治家の首相就任は、1913年から1918年のピーター・コルト・ファン・デル・リンデン以来となった。

## 経歴

### 政界入りまで
1967年2月14日にデン・ハーグに誕生する。ルッテはヒムナシウムに通い、1979年から1985年までの間に特に芸術を専攻した。元々音楽学部へ進学してコンサート・ピアニストを志していたが、実際には1992年までライデン大学で歴史学を学んだ。その傍らでルッテは自由民主国民党の青年団体である「自由と民主主義」の役員を務め、1988年から1991年にかけては代表を務めた。大学を卒業後は就職し、ユニリーバに勤務した。1997年までユニリーバで人事に携わり、組織再編では主導的な役割を果たした。その一方で1993年から1997年まで自由民主国民党の全国委員会の委員を務めた。1997年から2000年まではユニリーバの子会社で人事部長を務める。2000年にはコーポレート人事グループに入る。2002年からはユニリーバの別の子会社で人事担当取締役に就任する。この時同時に同年の総選挙に備えて自由民主国民党の候補者委員会の委員も務めた。

### 政歴
2002年にルッテは第1次バルケネンデ政権で社会問題・雇用政務次官に任命され、2003年の総選挙後も同職に再び任命された。在職中にルッテは地方自治体における福祉・労働安全・衛生に携わった。2003年の総選挙で立候補し、1月30日から5月27日までの短期間ながらも第二院の議員となった。
2004年6月17日、ルッテはアンネッテ・ナイスの後任として教育・科学政務次官に任命された。教育・科学政務次官就任を要請されたとき、ルッテには選択の余地がほとんどなかった。ルッテは次第に自由民主国民党の指導部で頭角を現していき、2006年の地方選挙では選挙責任者となった。
在任中にルッテは高等教育制度をより国際的に競争力を持たせようと力を入れ、教育市場における消費者としての学生の地位を向上しようとするなど、教育制度をより市場志向に変えようとした。

### 2006年党首選挙
2006年の地方選挙で自由民主国民党が敗北し、ヨジアス・ファン・アールトセンが党首を辞任したことで党内では比例名簿筆頭候補者、すなわち党首を選挙することとなり、ルッテはリタ・フェルドンク、イェレケ・フェーネンダールとその座を争った。2006年5月31日、ルッテは党員の51.5パーセントの支持を得て当選した。このときルッテには党指導部やフランク・ドゥ・グラフェ元防衛相、ロッテルダムのイヴォ・オプステルテン市長、フリースラント州のエド・ナイペルス州知事ら有力政治家が支援した。また自らが代表を務める青年団体「自由と民主主義」もルッテを支持した。この選挙期間中にルッテは「党をみんなのものにする。エリートだけの党にしない」と約束した。ルッテの若さを前面に出した姿は労働党のワウテル・ボス元党首の姿に重ねられた。
比例名簿筆頭候補者となると、ルッテは党の雰囲気を「特権的な少数」ではなく誰もが快適なものと感じられるように変えていきたいということを前面に打ち出した。また労働党の社会保障制度は保守的すぎるとして、次の総選挙後には連立を組まないとも述べた。このころルッテは当時連立を組んでいたキリスト教民主アピールについて、「自由民主国民党とうまくやっていける党」としていた。
2006年6月28日、ルッテは教育・科学政務次官を辞任し、自由民主国民党の議会会派代表として議員に復帰した。

### 2006年総選挙
2006年の総選挙で自由民主国民党はルッテをリーダーに掲げる戦略を打ち出したが、これは出だしでつまずくこととなった。このときルッテに対して、党内から選挙戦略について批判が起こったのである。ルッテはリタ・フェルドンクやヘリット・ ザルムといった党の議員から、ワウテル・ボスやヤン・ペーター・バルケネンデといった次期首相候補と比べると見劣りがすると言われたのであった。11月27日に開票の結果が明らかとなり、ルッテが553,200票を得たのに対してフェルドンクは620,555票を得たことがわかった。その後、フェルドンクの党に対する批判が繰り返され、2007年9月14日、ルッテはフェルドンクを議会会派から除名した。

### 首相時代
2010年の総選挙でルッテは、ふたたび自由民主国民党の比例名簿筆頭候補者となった。自由民主国民党はこの選挙で勝利し、31議席を得て院内最大会派となった。総選挙の結果を受けて4カ月近くにわたって連立協議が続けられ、21議席を得たキリスト教民主アピールと少数連立政権を発足させることで合意した。この連立政権は、24議席を得た自由党の閣外協力を受けることになった。
規程では2015年5月までルッテ政権は続く予定であったが、経済政策を巡って自由党と折り合いがつかなかった。緊縮財政を巡って自由党党首のヘルト・ウィルダースが交渉の席を蹴ったため2012年4月23日、ルッテは内閣総辞職を発表し政権は崩壊した。2012年9月12日に総選挙が行われ、自由民主国民党が第1党を維持。第2次ルッテ政権が発足した。
2017年3月15日投開票の総選挙では自由党のウィルダースと首相の座をかけて争い、ルッテが率いる中道連合が勝利を収めた。だが、連立交渉は難航し、4党による連立政権樹立がまとまったのは選挙から7カ月を経た10月10日のことであった。こうして発足した第3次内閣は2018年後半より数々の試練に見舞われたが、その中でも育児補助金を不正に受給したとして数千人が誤って告発され、補助金を国庫へ返還するよう命じられるという事件は大問題となり、政権の命取りとなった。2021年1月15日、ルッテはウィレム＝アレクサンダー国王に内閣総辞職を表明。3月15-17日の総選挙では自由民主国民党が第1党を維持し、連立政権全体でも過半数を維持したもののルッテの連立交渉が批判を浴びるなど組閣は難航し、選挙から271日間という史上最長の時間をかけて、12月13日になりようやく第3次内閣を構成した4党が連立政権樹立で合意した。
2023年7月7日、難民流入抑制策を巡る与党間の協議が決裂したことを受け、ルッテは内閣総辞職を表明した。戦争を逃れオランダに滞在する難民の子の入国を制限し、家族の合流まで最低2年間待たせるとのルッテの提案への支持を、連立政権の4党のうち2党が拒否したことによるもの。同月10日、ルッテは議会での演説で「選挙後に新内閣が発足すれば私は政界を去ることになる」と述べ、政界を引退する考えを表明した。8月14日にディラン・イェスィルギョズ＝ゼヘリウス司法相が後任の自由民主国民党党首に就任し、ルッテは17年間務めた党首から退いた。

### NATO事務総長
2024年6月に次期NATO事務総長に内定したことが発表され、10月1日に就任した。

## 主張
近年に高まる反多文化主義により、自身をオランダに移民を増やしている元凶として批判することで人気を増やしているウィルダースに対抗するため、ルッテは移民男性がオランダの習慣を拒否したため採用されなかったとして企業が差別的として批判されていたことに触れ、『もしオランダに住んでいて不満があるなら方法がある。出ていくがよい！オランダにいる必要はない！』とオランダ社会に移民が価値観を押し付けることを批判した。

## ギャラリー
- 選挙責任者のステフ・ブロークと総選挙の勝利を祝う（2010年6月10日）
- 左からエストニアのアンドルス・アンシプ首相、デンマークのヘレ・トーニング＝シュミット首相、ドイツのアンゲラ・メルケル首相、ルッテ（2012年2月13日）
- 北京を訪問（2013年11月16日）
- 左からルッテ、ウォプケ・フックストラ副首相、ウクライナのウォロディミル・ゼレンスキー大統領（2022年2月2日）